# さくらんぼテレビ Live News
『さくらんぼテレビ Live News』（さくらんぼテレビ ライブ ニュース）は、さくらんぼテレビにて2019年4月1日から2020年9月27日（平日版は9月25日）まで放送されていた山形県向けのローカルワイドニュース番組。

## 番組概要
キー局・フジテレビが『Live News it!』をスタートさせることに伴い、1年間続いた『さくらんぼテレビ プライムニュース』の後継番組として放送開始。
タイトルロゴのカラーリングは下記の通りとなっていた。
- さくらんぼテレビLive News
上の段に『さくらんぼテレビ（局ロゴ）』、下の段に『Live News』と表記。

2020年9月28日より『News イット! やまがた』に改題された。

## 出演者
平日版
| 期間      | 期間      | 男性     | 男性     | 女性              | 女性              |
| --------- | --------- | -------- | -------- | ----------------- | ----------------- |
| 2019.4.1  | 2019.9.27 | 白田貴彦 | 白田貴彦 | 岩渕葵            | 岩渕葵            |
| 2019.9.30 | 2020.3.27 | 白田貴彦 | 白田貴彦 | 伊藤永夏 重松沙恵 | 伊藤永夏 重松沙恵 |
| 2020.3.30 | 2020.9.25 | 白田貴彦 | 白田貴彦 | 重松沙恵          |                   |

週末版
- シフト勤務

## SAY歴代の夕方ニュース
| 期間      | 期間      | 番組名                            |
| --------- | --------- | --------------------------------- |
| 1997.3.15 | 1997.3.30 | SAYスーパータイム                 |
| 1997.3.31 | 1998.3.29 | SAYニュース555 ザ・ヒューマン     |
| 1998.3.30 | 2015.3.29 | SAYスーパーニュース               |
| 2015.3.30 | 2018.4.1  | さくらんぼテレビ みんなのニュース |
| 2018.4.2  | 2019.3.31 | さくらんぼテレビ プライムニュース |
| 2019.4.1  | 2020.9.27 | さくらんぼテレビ Live News        |
| 2020.9.28 | 現在      | News イット! やまがた             |